# Oligosoma gracilicorpus
Oligosoma gracilicorpus är en ödleart som beskrevs av  Hardy 1977. Oligosoma gracilicorpus ingår i släktet Oligosoma och familjen skinkar. IUCN kategoriserar arten globalt som otillräckligt studerad. Inga underarter finns listade i Catalogue of Life.